# Alexander Bernardazzi

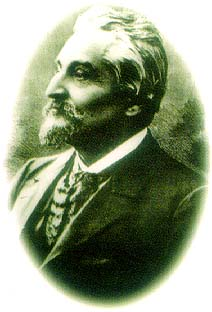
Alexander Bernardazzi

Alexander (Ossipowitsch) Bernardazzi (russisch Александр Осипович Бернардацци; * 2. Juli 1831 in Pjatigorsk, Russisches Reich; † 14. August 1907 in Fastow, heute Ukraine) war ein russisch-schweizerischer Architekt, der überwiegend im damaligen Russischen Reich wirkte. Er schuf viele bekannte Bauten unter anderem in Chișinău, Odessa und Bendery.

## Leben

### Familie
Alexander Bernardazzi war Sohn der Schweizer Architekten- und Künstler-Familie Bernardazzi mit Herkunftsort Pambio bei Lugano im Kanton Tessin; seine Eltern waren Giuseppe Marco Bernardazzi und dessen Ehefrau Wilhelmine Dorothea Conrady. Seine erste Ehe mit Cristina Frantsevna Rennskaja (1843–1878) brachte ihm drei Kinder, darunter der spätere Architekt Alexander Joseph Bernardazzi. Seine Frau verstarb in Chișinău. Mit seiner zweiten Frau Julie Perervna Bulazel kam sein Sohn Evgenij Bernardazzi zur Welt, welcher später ebenfalls als Architekt seine Tätigkeit aufnahm.

### Beruf

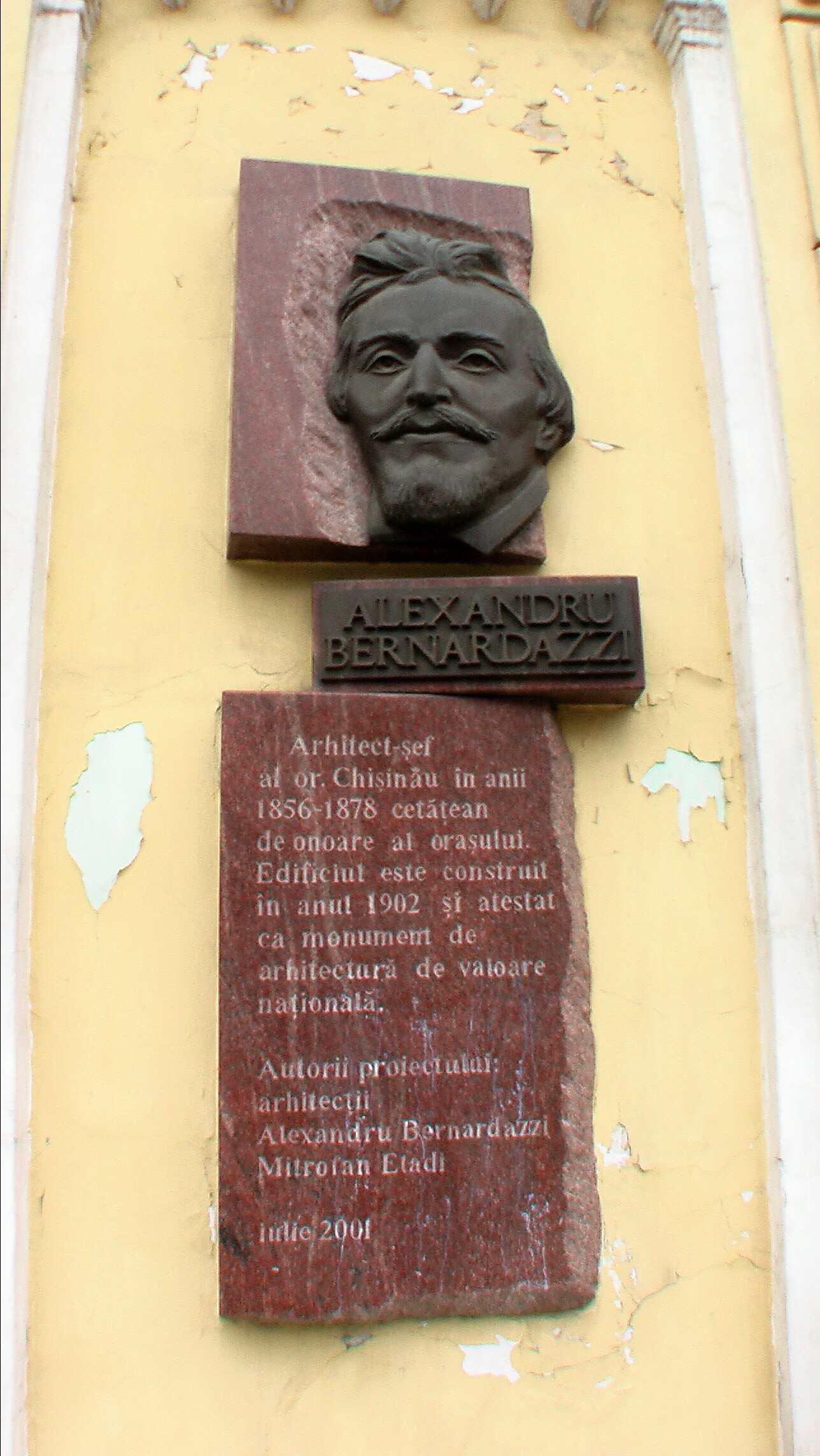
Denkmal in Chișinău/Republik Moldau

Nach dem Abschluss seines Architekturstudiums im Jahr 1850 in Sankt Petersburg brachte ihn seine Arbeit in das russische Gouvernement Bessarabien. Dort widmete er sich in der damals kleinen Stadt Chișinău mehreren großzügigen Bauten, darunter die Biserica Sfîntul Pantelemon (Grecească – die griechische Kirche) und die St.-Teodora-de-la-Sihla-Kathedrale und prägte damit das Stadtbild bis heute.
Nach 1878 verlegte er seinen beruflichen Schwerpunkt nach Odessa, wo er mit einer Vielzahl von Gebäuden das Stadtbild prägte. Von ihm stammten u. a. die Entwürfe zum Invalidenhaus (1886/87), der Neuen Börse (1894/99), dem Handelshaus Petrokokino (1895/96), dem Hotel Bristol (1898/99) und zur Medizinischen Klinik (1901/04). Die Umbauten des Hauptbahnhofs und der Oper fanden ebenfalls unter seiner Leitung statt.